# Alianci zachodni
Alianci zachodni, także sojusznicy zachodni – określenie Zachodnich krajów demokratycznych, które były częścią koalicji antyhitlerowskiej podczas II wojny światowej. Kluczową rolę w tej koalicji odegrały Stany Zjednoczone, Wielka Brytania, a także w mniejszym stopniu kraje Brytyjskiej Wspólnoty Narodów (zwłaszcza Kanada, Australia i Nowa Zelandia), Francja i niektóre inne kraje zachodnioeuropejskie. W odróżnieniu od szerszego pojęcia Aliantów z okresu całej II wojny światowej, kraje leżące na wschód od Niemiec, w tym Polska, Czechosłowacja, ZSRR i Chiny nie są uwzględnione w pojęciu „zachodnich aliantów”.